# Кубок Словаччини з футболу 1996—1997
Кубок Словаччини з футболу 1996–1997 — 4-й розіграш кубкового футбольного турніру в Словаччині. Титул вдруге здобув Слован (Братислава).

## 1/16 фіналу
| Команда 1                        | Рахунок      | Команда 2                   |
| -------------------------------- | ------------ | --------------------------- |
| Коба (Сенець) (2)                | 0:4          | Спартак (Трнава)            |
| Нове Замки (2)                   | 1:1 пен. 4:2 | Нітра                       |
| Ружомберок (2)                   | 2:1          | Кошице                      |
| П'єштяни (2)                     | 2:3          | ДАК 1904 (Дунайська Стреда) |
| Когучі (Ґабчіково) (2)           | 0:3          | Кераметал (Дубниця)         |
| Новаки (2)                       | 3:3 пен. 2:4 | Бардіїв                     |
| Фомат (Мартін) (2)               | 0:1          | Жиліна                      |
| Врабле (2)                       | 1:3          | Артмедія                    |
| Девін (2)                        | 1:6          | Інтер (Братислава)          |
| Тесла (Стропков) (2)             | 1:4          | Татран (Пряшів)             |
| Букоцел (Вранов-над-Топльоу) (2) | 0:2          | Локомотив (Кошице)          |
| Слован (Левіце) (2)              | 2:2 пен. 4:5 | Тауріс (Рімавска Собота)    |
| Славой (Требишов) (2)            | 1:1 пен. 2:4 | Дукла                       |
| Матадор (Пухов) (2)              | 3:1          | Хемлон (Гуменне)            |
| Оцета Дукла Тренчин (2)          | 1:3          | Петрімекс (Прєвідза)        |
| ШКП Братислава (2)               | 0:5          | Слован (Братислава)         |

## 1/8 фіналу
| Команда 1            | Рахунок      | Команда 2                   |
| -------------------- | ------------ | --------------------------- |
| Нове Замки (2)       | 2:2 пен. 5:6 | ДАК 1904 (Дунайська Стреда) |
| Жиліна               | 2:4          | Татран (Пряшів)             |
| Інтер (Братислава)   | 5:0          | Спартак (Трнава)            |
| Ружомберок (2)       | 4:1          | Кераметал (Дубниця)         |
| Матадор (Пухов) (2)  | 1:3          | Артмедія                    |
| Дукла                | 1:2          | Локомотив (Кошице)          |
| Петрімекс (Прєвідза) | 2:2 пен. 5:4 | Тауріс (Рімавска Собота)    |
| Бардіїв              | 1:2          | Слован (Братислава)         |

## 1/4 фіналу
| Команда 1           | Рахунок      | Команда 2                   |
| ------------------- | ------------ | --------------------------- |
| Слован (Братислава) | 6:1          | ДАК 1904 (Дунайська Стреда) |
| Ружомберок (2)      | 3:0          | Петрімекс (Прєвідза)        |
| Татран (Пряшів)     | 1:1 пен. 6:5 | Артмедія                    |
| Локомотив (Кошице)  | 0:1          | Інтер (Братислава)          |

## 1/2 фіналу
| Команда 1          | Заг. | Команда 2           | 1-й матч | 2-й матч |
| ------------------ | ---- | ------------------- | -------- | -------- |
| Інтер (Братислава) | 3:5  | Слован (Братислава) | 2:2      | 1:3      |
| Татран (Пряшів)    | 4:0  | Ружомберок (2)      | 4:0      | 0:0      |

## Фінал
| 1 червня 1997 |

| Спартак (Трнава) | 2:0      | Татран (Пряшів) |
| ---------------- | -------- | --------------- |
| Собонья 108'     | Протокол |                 |

| Штадіон на Сіготі, Тренчин Глядачів: 11 286 Арбітр: Любош Міхел |